# Manuel del Águila
Manuel del Águila Ortega fue un  compositor, poeta y pintor español nacido en la barriada de El Alquián, en Almería (Andalucía), el 13 de junio de 1914 y fallecido el 8 de noviembre de 2006 en Aguadulce (Roquetas de Mar, provincia de Almería, Andalucía).

## Vida y trayectoria
El quinto de seis hermanos, quedó huérfano de padre y madre con sólo seis años de edad, en 1920. Se hizo cargo de él una familia de amigos íntimos, Francisco Bracho Cambronero y Dolores Bonilla Vega, que se ocuparon de su crianza junto a la tata Manuela, ama de cría a la que Manuel del Águila tendrá muy cerca durante toda su vida.
Ese año entró en el Colegio de los Hermanos de las Escuelas Cristianas, destacando desde pequeño en los estudios. Ya desde esa edad recibe su primer piano y sus primeras clases de francés.
El interés por el idioma, la música, la literatura, el dibujo y las artes en general es por tanto precoz. Se presenta a diversos certámenes literarios y musicales locales y nacionales. Gana, por ejemplo, el certamen de poesía de los Juegos Florales celebrados en Almería en 1955.  

## Pintor, profesor de idiomas, periodista
Fue, por otro lado, compañero de estudios y amigo de Arturo Medina y Jesús de Perceval, junto a quienes recibe clases de dibujo y pintura en la Escuela de Artes y Oficios de la capital almeriense, donde llega a ser galardonado con una Medalla de Plata por sus trabajos.
En esta misma institución dio clases de francés durante los años 1950 y 1951, para más tarde crear una escuela privada en la que se impartirían clases de francés y más tarde también de inglés. Fue una de las primeras escuelas de este tipo en Almería y por ella pasarían miles de alumnos.
A partir de 1961 participa en varios programas informativos y literarios de Radio Nacional de España, colaborando como corresponsal hasta los años 80. Para ellos entrevistó a casi todos los cineastas y actores que pasaron por la provincia de Almería en sus años de boom cinematográfico y cubrió eventos como el de la bomba de Palomares. 
Colaboró asimismo con medios nacionales y locales durante varios años, entre ellos cabe destacar ABC, La Vanguardia, Sur de España, Yugo, Ideal, La Voz de Almería y El Mundo, publicando multitud de artículos sobre temas muy diversos. Estas colaboraciones se extendieron a revistas especializadas en literatura como Green Gold, Nouvelles Littéraires, Selecciones del Reader's Digest o Revista Poética Bahía.

## Compositor, letrista y escritor
En 1950 compuso una pieza de Navidad con letra de Celia Viñas. 
Al año siguiente, en 1951, puso letra al Himno-Plegaria compuesto por José Padilla a la Virgen del Mar, patrona de Almería. En 1956, hace lo propio con el Himno-Plegaria a la Santa Cruz del Voto, patrona del pueblo alpujarreño de Canjáyar, cuya hermandad es también depositaria de los derechos sobre el mismo.
En 1955 publica Canciones andaluzas, una primera muestra de su esfuerzo por rescatar la poesía folklórica y costumbrista, de gran éxito. En 1973 recibió los elogios del premio Nobel Vicente Aleixandre, junto al que había publicado un poema en la Revista Poética Bahía. En 1988 ve la luz su libro Seis chiquillos en la orilla, con ilustraciones de la pintora Carmen Pinteño, que recibió buena crítica a nivel local y nacional. En 2003, la Consejería de Cultura de la Junta de Andalucía publica en colaboración con La Voz de Almería una antología de toda su poesía, Aquí, junto al mar latino.
En lo musical, fue compositor de numerosas piezas de corte folklórico, siendo célebres las Peteneras de la orilla, el Zorongo de la Luna, Campanilleros de Cabo de Gata o Si vas pa la mar, popularizada por Manolo Escobar. El Coro de Cámara Emilio Carrión grabó en 2004 el disco Concierto Homenaje a Manuel del Águila, con versiones polifónicas de varios de sus temas, algunos de ellos inéditos. 
En 1989 se incluyeron tres de sus canciones en el disco LP "Música popular de Almería" Vol. I, editado por la Diputación Provincial de Almería y dirigido por el Maestro Richoly. Se publicaron igualmente las partituras y tablaturas de los arreglos musicales de las canciones realizados por Jesús y Francisco Luis Miranda. Escribió la letra del Fandanguillo de Almería, y de otros temas recogidos en el disco.   

## Galardones
Manuel del Águila impartió durante su vida profesional multitud de conferencias, en las que además de departir, declamaba y tocaba el piano. Ha sido también pregonero de numerosos eventos y festividades relacionadas con Almería, como las fiestas patronales de la Casa de Almería en Barcelona, o el pregón de Navidad del diario Ideal.
- 1991: Uva de Oro, concedida por la Casa de Almería y de la Alpujarra, Madrid.
- 1997: Placa Especial del XVIII Premio Nacional de Periodismo Casa de Almería, de Barcelona.
- 2002: Homenaje a Manuel del Águila Ortega, volumen de testimonios sobre Manuel del Águila publicado por el Instituto de Estudios Almerienses.
- 2005: Insignia de Oro de la Universidad de Almería.

Cabe destacar la donación que ha realizado la familia de Manuel del Águila, quien ha entregado al Instituto de Estudios Almerienses y la Universidad de Almería la biblioteca del compositor, de 2.000 volúmenes, así como de instrumentos y objetos personales.

## Obra
- Del Águila Ortega, Manuel (1988). «Seis chiquillos en la orilla». Editorial Cajal, colección "La pizarra de papel, 2", 122 páginas, Almería. ISBN 84-852-19-80-5.
- Del Águila Ortega, Manuel, et al. (2022). «Homenaje a Manuel del Áuila Ortega», 235 páginas. Diputación Provincial de Almería, Instituto de Estudios Almerienses, Almería. ISBN 84-8108-266-X.
- Del Águila Ortega, Manuel (2003). «Aquí, junto al mar latino», antología poética del autor, 95 páginas. Edita La Voz de Almería, Localia, y Consejería de Cultura de la Junta de Andalucía, Almería. Depósito legal: AL-122-2003.

## Discografía
- "Si vas pa la mar". Manolo Escobar. Disco sencillo de vinilo a 45 r. p. m. editado por la discográfica Belter (08.133) en 1972.
- "Música popular de Almería". Disco LP de vinilo editado por la Diputación Provincial de Almería. Grabado en 1989 en el Estudio Sonido Blanco de Castell del Rey (Almería); ingeniero de sonido y productor, Ángel Valdivia; dirección musical, Maestro Richoly; arreglos musicales, Jesús y Francisco Luis Miranda. Edita, Chumbera Records, Almería. 
  - Si vas pa la mar
  - Campanilleros del Cabo de Gata
  - Peteneras de la orilla
- "Concierto Homenaje a Manuel del Águila". Coro de Cámara Emilio Carrión. CD grabado en directo en la Catedral de Almería en 2004. Director, Román Barceló. Armonización de Emilio Carrión, J. Carasa, y F. Cortés. Editado por Fundación Unicaja, Ayuntamiento de Almería, Localia, y La Voz de Almería.
  - Peteneras de la orilla
  - Cantos de mayo
  - Olvidarte es cuesta arriba
  - Noche de cuatro lunas
  - Pastor que vienes
  - Los campanilleros del Cabo de Gata
  - Villancicos del clavel
  - Si vas "pa" la mar
  - ¡Ay qué trabajo me cuesta!
  - Mi niña se fue a la mar
  - Arbolé
  - Señor alcalde
  - Por el cielo va la luna

## Enlaces
- Asociación Cultural Manuel del Águila
- Obituario en El Mundo.
- Obituario en el diario Ideal.
- Homenaje a Manuel del Águila en La Voz de Almería.
- La familia de Manuel del Águila cede su biblioteca a la UAL, en el diario Ideal.
- Manuel del Águila en El Eco de Alhama.
- Manuel del Águila en Historia del Tiempo Presente.com (enlace roto disponible en Internet Archive; véase el historial, la primera versión y la última).

- Datos: Q6753017